# Werelderfgoed in Spanje
De UNESCO Werelderfgoedlijst bestaat uit belangrijk materieel cultureel erfgoed en natuurerfgoed zoals beschreven in de Overeenkomst voor het Werelderfgoed van UNESCO die in 1972 is opgesteld. Spanje ondertekende de conventie op 4 mei 1982 en vanaf dat moment kwamen belangrijke historische plaatsen in het land in aanmerking voor plaatsing op de lijst.
Spaans erfgoed werd voor het eerst in de lijst opgenomen tijdens de achtste zitting van het Werelderfgoedcomité die in 1984 plaatsvond in Buenos Aires, Argentinië. Tijdens die zitting werden vijf Spaanse erfgoedlocaties toegevoegd: de "Mezquita-Katedraal van Córdoba"; "De Alhambra en Generalife, Granada"; de "Kathedraal van Burgos"; "Klooster en plaats van het Escorial, Madrid"; en "Park Güell, Palau Güell en Casa Milà, in Barcelona". In 1985 werden nogmaals vijf Spaanse erfgoedlocaties toegevoegd en nog eens vier in 1986. Afgezien van de jaren 1984, 1985 en 1986 (de eerste drie jaar dat Spanje als volwaardig lid meedeed), werd ook in 2000 het hoogste aantal van vijf in één jaar ingeschreven Spaanse erfgoedlocaties gehaald. In juni 2016 was een totaal van vijfenveertig Spaanse erfgoedlocaties in de lijst opgenomen, waarmee Spanje, na China (vijftig) en Italië (eenenvijftig), de derde plaats inneemt van landen met de meeste ingeschreven objecten. Van deze vijfenveertig objecten zijn er veertig materieel cultureel erfgoed, drie natuurerfgoed en twee gemengd (beantwoordend aan zowel culturele en natuurhistorische criteria), zoals vastgesteld aan de hand van de selectiecriteria van het Werelderfgoedcomité.
Het erfgoed Pyreneeën – Monte Perdido wordt gedeeld met Frankrijk, terwijl Prehistorische rotskunst in de Coa Vallei en de Siega Verde met Portugal wordt gedeeld. Daarnaast zijn de kwikzilvermijnen van Almadén in Castilië-La Mancha en die van Idrija in Slovenië samen als Erfgoed van kwik in Almadén en Idrija ingeschreven. Van de zeventien autonome gemeenschappen in Spanje, bezit Castilië en León het meeste erfgoed, met zes exclusieve en twee gedeelde erfgoedlocaties.
Daarnaast heeft Spanje een speciale overeenkomst, de zogeheten Spanish Funds-in-Trust, gesloten met UNESCO. Deze overeenkomst werd op 18 april 2002 ondertekend door Francisco Villar, de Spaanse ambassadeur en permanente vertegenwoordiger bij UNESCO, en de directeur-generaal van UNESCO, Kōichirō Matsuura. Het fonds stelt jaarlijks € 600.000 ter beschikking aan een zelfgekozen programma. Gewoonlijk bestaan deze programma's uit hulp aan andere lidstaten, met name in Latijns-Amerika, veelal ter ondersteuning van nominatieprocessen voor erfgoed en het beoordelen van voorlopige erfgoedobjecten. Spanje was voorzitter van het Werelderfgoedcomité in 2008 en 2009, en in 2009 was het gastland van de 33e zitting van de commissie in Sevilla, Andalusië.

## Werelderfgoed in Spanje
Onderstaande tabel bevat de volgende informatie per erfgoed:
Naam: zoals ingeschreven door het Werelderfgoedcomité
Locatie: stad of provincie waar het erfgoed zich bevindt
Gemeenschap: een van de zeventien autonome gemeenschappen van Spanje
Periode: relevante periode, gewoonlijk de bouwperiode
UNESCO-data: het referentienummer van het erfgoed; het jaar van inschrijving in de werelderfgoedlijst; de inschrijvingscriteria: criteria i t/m vi zijn cultureel erfgoed, terwijl vii t/m x natuurerfgoed zijn; (de kolom sorteert op jaar van toevoeging aan de lijst)
Beschrijving: beknopte beschrijving van het erfgoed
| Naam                                                                              | Afbeelding                                 | Locatie                       | Gemeenschap                                                           | Periode                          | UNESCO-data                                         | Beschrijving | Bron          |
| --------------------------------------------------------------------------------- | ------------------------------------------ | ----------------------------- | --------------------------------------------------------------------- | -------------------------------- | --------------------------------------------------- | --- | ------------- |
| Grot van Altamira en de paleolithische grotkunst van Noord-Spanje                 |                                            | —                             | Cantabrië, Asturië, Baskenland                                        | Laat- paleolithicum              | 310; 1985, 2008 (uitgebreid); i, iii                | De grot van Altamira bevat voorbeelden van grotschilderingen van het laatpaleolithicum, variërend van 35.000 tot 11.000 v.Chr. De originele inschrijving omvatte zeventien beschilderde grotten. Deze zijn goed bewaard gebleven door hun diepe ligging en afscherming van externe klimaatinvloeden. | [ 6 ]         |
| Oude stad Segovia en aquaduct                                                     | Aquaduct van Segovia                       | Segovia                       | Castilië en León                                                      | 1e tot 16e eeuw                  | 311; 1985; i, iii, iv                               | Het Romeinse aquaduct is in de 1e eeuw gebouwd, het middeleeuwse Alcázarpaleis in de 11e eeuw, en de kathedraal in de 16e eeuw. | [ 7 ]         |
| Monumenten van Oviedo en het koninkrijk Asturië                                   | Santa Maria del Naranco                    | Oviedo                        | Asturië                                                               | 9e eeuw                          | 312; 1985, 1998 (uitgebreid); i, ii, iv             | Het Koninkrijk Asturië wist zich in de 9e eeuw te handhaven als enige christelijke regio van Spanje. Het ontwikkelde een eigen stijl van preromaanse kunst en architectuur die herkenbaar is in verschillende kerken en andere monumenten. De oorspronkelijke inschrijving getiteld "Kerken van het Koninkrijk van de Asturias" is in 1998 uitgebreid en omvat nu ook andere monumenten, waaronder La Foncalada. | [ 8 ]         |
| Historisch centrum van Córdoba                                                    | Mezquita van Córdoba                       | Córdoba                       | Andalusië                                                             | 7e tot 13e eeuw                  | 313; 1984, 1994 (uitgebreid); i, ii, iii, iv        | De originele inschrijving luidde "Grote moskee van Córdoba", verwijzend naar een 7e eeuwse katholieke kerk die omgebouwd werd tot moskee in de 8e eeuw, en in de 13e eeuw weer gerestaureerd werd tot een Rooms-katholieke kathedraal door Ferdinand III. Gedurende het hoogtepunt van de Moorse overheersing van de regio bezat Córdoba meer dan driehonderd moskeeën en een architectuur die zich kon meten met die van Constantinopel, Damascus en Bagdad. | [ 9 ]         |
| Alhambra, Generalife en Albaicín, Granada                                         | Alhambra                                   | Granada                       | Andalusië                                                             | 14e eeuw                         | 314; 1984, 1994 (uitgebreid); i, iii, iv            | De drie locaties zijn voorbeelden van de Moorse invloed in het zuiden van Spanje. Het fort Alhambra en het paleis Generalife werden gebouwd door de heersers van het koninkrijk Granada. De wijk Albaicín bevat voorbeelden van de Moorse volksarchitectuur en werd in 1994 aan het erfgoed toegevoegd. | [ 10 ]        |
| Kathedraal van Burgos                                                             | Kathedraal van Burgos                      | Burgos                        | Castilië en León                                                      | 13e tot 16e eeuw                 | 316; 1984; ii, iv, vi                               | De gotische kathedraal werd gebouwd tussen de 13e en 16e eeuw en herbergt het graf van de Spaanse nationale held El Cid. | [ 11 ]        |
| Klooster en plaats van het Escorial, Madrid                                       | El Escorial                                | San Lorenzo de El Escorial    | Madrid                                                                | 16e eeuw                         | 318; 1984; i, ii, vi                                | El Escorial is een van de vele Spaanse kroondomeinen die als residentie van de koninklijke familie heeft gediend. Het paleis werd ontworpen door koning Filips II en architect Juan Bautista de Toledo als een monument voor de centrale rol van Spanje in de christelijke wereld. | [ 12 ]        |
| Werken van Gaudí                                                                  | Casa Milà                                  | Barcelona                     | Catalonië                                                             | 19e en 20e eeuw                  | 320; 1984, 2005 (uitgebreid); i, ii, iv             | De unieke architectonische ontwerpen van Antoni Gaudí maken deel uit van de modernistische stijl. De oorspronkelijke inschrijving omvatte Park Güell, Palau Güell en Casa Milà; in 2005 werd de inschrijving uitgebreid met Casa Vicens, de crypte en geboortefaçade van de Sagrada Família, Casa Batlló en Cripta Colònia Güell. | [ 13 ]        |
| Santiago de Compostella (oude stad)                                               | Kathedraal van Santiago de Compostella     | Santiago de Compostella       | Galicië                                                               | 10e en 11e eeuw                  | 347; 1985; i, ii, vi                                | De kathedraal van Santiago de Compostella, waar volgens de overlevering het graf van de apostel Jakob ligt, is het eindpunt van de pelgrimsroute naar Santiago de Compostella, een bedevaart in het noorden van Spanje. De stad werd in de 10e eeuw door de Moren verwoest en in de loop van de daaropvolgende eeuw weer herbouwd. | [ 14 ]        |
| Oude stad Ávila met de Kerken-buiten-de-Muren                                     | Stadsmuur van Ávila                        | Ávila                         | Castilië en León                                                      | 11e eeuw                         | 348; 1985, 2007 (gewijzigd); iii, iv                | De verdedigingsmuur rond de oorspronkelijke stad werd in de 11e eeuw gebouwd. Het beschikt over tweeëntachtig halfronde torens en negen poorten, en is een van de meest complete stadsmuren in Spanje. | [ 15 ]        |
| Mudéjararchitectuur van Aragón                                                    | Kathedraal van Teruel                      | Provincies Teruel en Zaragoza | Aragón                                                                | 12e tot 17e eeuw                 | 378; 1986, 2001 (uitgebreid); iv                    | De oorspronkelijke inschrijving omvatte vier kerken in Teruel, gebouwd in Mudejarstijl, een mengeling van traditionele islamitische en moderne Europese stijlen. In 2001 werd de inschrijving uitgebreid met zes andere monumenten. | [ 16 ]        |
| Historische stad Toledo                                                           | Toledo                                     | Toledo                        | Castilië-La Mancha                                                    | 8e tot 16e eeuw                  | 379; 1986; i, ii, iii, iv                           | Toledo is gesticht door de Romeinen, diende later als hoofdstad van het Visigotische Rijk, was belangrijk in het islamitische Spanje en tijdens de Reconquista, en diende korte tijd als hoofdstad van Spanje. De stad combineert christelijke, islamitische en joodse invloeden. | [ 17 ]        |
| Nationaal park Garajonay                                                          | Nationaal park Garajonay                   | La Gomera                     | Canarische Eilanden                                                   | N/A                              | 380; 1986; vii, ix                                  | 70% van het park is bedekt door laurisilva, laurierbos, een vegetatie die uit het Paleogeen stamt en vroeger een groot deel van het vasteland van zuidelijk Europa bedekte, maar daar is verdwenen ten gevolge van klimaatverandering. | [ 18 ]        |
| Oude stad Salamanca                                                               | Kathedraal van Salamanca                   | Salamanca                     | Castilië en León                                                      | 13e tot 16e eeuw                 | 381; 1988; i, ii, iv                                | Salamanca is belangrijk als universiteitsstad, en de Universiteit van Salamanca, gesticht in 1218, is de oudste in Spanje en een van de oudste in Europa. De stad werd voor het eerst veroverd door de Carthagers in de 3e eeuw en later door de Romeinen en de Moren bestuurd. Het centrum van de stad bestaat uit romaanse, gotische, Moorse, renaissance- en barokarchitectuur. | [ 19 ] [ 20 ] |
| Kathedraal, Alcázar en Archivo General de Indias in Sevilla                       | Cathedral and Archivo de Indias of Seville | Sevilla                       | Andalusië                                                             | 13e tot 16e eeuw                 | 383; 1987; i, ii, iii, iv                           | Het Alcázar werd gebouwd ten tijde van de Almohaden die in het zuiden van Spanje heersten tot de Reconquista. De kathedraal dateert uit de 15e eeuw en herbergt de graven van Ferdinand III en Christoffel Columbus. Het Archivo (Archief) herbergt documenten die verband houden met de Spaanse kolonisatie van Amerika. | [ 21 ]        |
| Oude stad Cáceres                                                                 | Cáceres                                    | Cáceres                       | Extremadura                                                           | 3e tot 15e eeuw                  | 384; 1986; iii, iv                                  | De oude stad combineert Romeinse, islamitische, noordgotische en Italiaanse renaissance architectonische invloeden, waaronder meer dan dertig islamitische torens. | [ 22 ] [ 23 ] |
| Ibiza, biodiversiteit en cultuur                                                  | Ibiza                                      | Ibiza                         | Balearen                                                              | N/A                              | 417; 1999; ii, iii, iv, ix, x                       | Langs de kust van Ibiza bevinden zich zeegrasvelden van Posidonia oceanica die alleen in de Middellandse Zee voorkomen en een divers kust- en mariene ecosysteem ondersteunen. Op het eiland bevinden zich vele Fenicische ruïnes en de versterkte en ommuurde oudere delen van Ibiza-stad dateren uit de 16e eeuw. | [ 24 ]        |
| Klooster van Poblet                                                               | Poblet Monastery                           | Vimbodí                       | Catalonië                                                             | 12e en 13e eeuw                  | 518; 1991; i, iv                                    | Het klooster werd in 1151 gesticht door de cisterciënzers en is een van de grootste in Spanje. Het wordt geassocieerd met verschillende koninklijke families in het middeleeuwse Spanje, met name de koningen van de Kroon van Aragon, een samengestelde monarchie bestaande uit de dynastieke unie van het koninkrijk Aragon en het graafschap Barcelona. Hier bevinden zich de graven van Ramon Berenguer IV Compte de Barcelona, Alfons II d'Aragó, Pere II d'Aragó, Jaume I d'Aragó, Pere III d'Aragó, Alfons III d'Aragó, Jaume II d'Aragó, Alfons IV d'Aragó, Pere IV d'Aragó, Joan I d'Aragó en Martí I d'Aragó. | [ 25 ] [ 26 ] |
| Monumentale renaissance-ensembles van Úbeda en Baeza                              | Kathedraal van Baeza                       | Provincie Jaén                | Andalusië                                                             | 16e eeuw                         | 522; 2003; ii, iv                                   | De renovaties in Úbeda en Baeza in de 16e eeuw werden uitgevoerd in de context van de opkomende renaissancestijl, en beide steden behoren tot de eerste voorbeelden van die stijl in Spanje. | [ 27 ]        |
| Archeologisch ensemble van Mérida                                                 | Romeins theater van Mérida                 | Mérida                        | Extremadura                                                           | 1e tot 5e eeuw                   | 664; 1993; iii, iv                                  | Mérida werd in 25 v.Chr. door de Romeinen gesticht als Emerita Augusta en was de hoofdstad van de provincie Lusitania. Tot de restanten uit de Romeinse tijd behoren een brug, een aquaduct, een amfitheater, een theater, een circus en een forum. | [ 28 ]        |
| Koninklijk klooster van Santa Maria de Guadalupe                                  | Santa María de Guadalupe                   | Guadalupe                     | Extremadura                                                           | 13e tot 16e eeuw                 | 665; 1993; iv, vi                                   | Het klooster herbergt Onze-Lieve-Vrouw van Guadalupe, een heiligenbeeld van de Maagd Maria dat in de 13e eeuw werd gevonden nadat het tijdens de islamitische invasie van 714 was begraven. De Maagd van Guadalupe en het klooster groeiden uit tot belangrijke symbolen gedurende de Reconquista, met als hoogtepunt de herovering van Granada in 1492, hetzelfde jaar waarin Columbus Amerika voor de Spaanse Kroon opeiste. De Maagd van Guadalupe werd ook een belangrijk symbool tijdens de evangelisatie van Amerika.                                                                                             | [ 29 ] [ 30 ] |
| Pelgrimsroute naar Santiago de Compostella                                        | Kathedraal van Santiago de Compostella     | —                             | Aragón, Castilië en León, Galicië, Navarra en La Rioja                | N/A                              | 669; 1993; ii, iv, vi                               | De Pelgrimsroute naar Santiago de Compostella, ook wel Sint Jacobsroute of Jacobsweg genoemd, is een bedevaart van de Frans-Spaanse grens naar de kathedraal van Santiago de Compostella, waar zich volgens de overlevering het graf van de apostel Jakob zou bevinden. | [ 31 ]        |
| Nationaal park Doñana                                                             | Nationaal park Doñana                      | Provincies Huelva en Sevilla  | Andalusië                                                             | N/A                              | 685; 1994, 2005 (uitgebreid); vii, ix, x            | Het park bestaat uit het deltagebied waar de rivier de Guadalquivir in de Atlantische Oceaan uitmondt. Het bezit een grote verscheidenheid aan biotopen, zoals lagunes, moerasgronden, duinen en maquis. Het heeft een van de grootste reigerkolonies in het Middellandse Zeegebied en herbergt meer dan 500.000 watervogels tijdens de winterperiode. | [ 32 ]        |
| Pirineos – Monte Perdido                                                          | Ordesa Valley                              | Huesca                        | Aragón (gedeeld met Frankrijk)                                        | N/A                              | 773; 1997, 1999 (uitgebreid); iii, iv, v, vii, viii | Het erfgoed omvat een gedeelte van het Pyreneeëngebergte langs de Frans-Spaanse grens. Het Spaanse deel bezit een van de grootste cañons in Europa, terwijl het Franse deel drie grote keteldalen bezit. | [ 33 ]        |
| Historische ommuurde stad Cuenca                                                  | Cuenca                                     | Cuenca                        | Castilië-La Mancha                                                    | 12e tot 18e eeuw                 | 781; 1996; ii, v                                    | De Moren bouwden de versterkte stad in het begin van de 8e eeuw; het werd door de christenen veroverd in de 12e eeuw. De kathedraal is het eerste voorbeeld van gotische architectuur in Spanje. De stad is ook beroemd om zijn casas colgadas, huizen die deels over de rand van een klif zijn gebouwd. | [ 34 ] [ 35 ] |
| La Lonja de la Seda van Valencia                                                  | La Lonja                                   | Valencia                      | Valencia                                                              | 15e en 16e eeuw                  | 782; 1996; i, iv                                    | La Lonja (of Llotja in het Valenciaans) de la Seda is een zijdebeurs; de groep gotische gebouwen is een uitdrukking van de rijkdom van Valencia en haar positie als belangrijke Mediterrane en Europese handelsstad in die periode. | [ 36 ] [ 37 ] |
| Las Médulas                                                                       | Las Médulas                                | Ponferrada                    | Castilië en León                                                      | 1e tot 3e eeuw                   | 803; 1997; i, ii, iii, iv                           | De Romeinen exploiteerden hier gedurende twee eeuwen een goudmijn. Ze gebruikten een vroege vorm van hydraulische mijnbouw en groeven aquaducten uit in de rotsen om de mijnactiviteiten van water te voorzien. De Romeinen vertrokken tegen het begin van de 3e eeuw met achterlating van de steile rotswanden en een mijnbouwinfrastructuur die tot op de dag van vandaag intact is gebleven. | [ 38 ] [ 39 ] |
| Palau de la Música Catalana en Hospital de Sant Pau, Barcelona                    | Hospital de Sant Pau                       | Barcelona                     | Catalonië                                                             | 20e eeuw                         | 804; 1997; i, ii, iv                                | Beide gebouwen zijn ontworpen en gebouwd door Lluís Domènech i Montaner gedurende de vroege 20e eeuw toen de modernistische art-nouveaubeweging erg populair was in Barcelona. De twee gebouwen zijn Domènech i Montaner's bekendste werken. | [ 40 ]        |
| Kloosters van San Millán Yuso en Suso                                             | San Millán Yuso                            | San Millán de la Cogolla      | La Rioja                                                              | 6e tot 16e eeuw                  | 805; 1997; ii, iv, vi                               | Het oorspronkelijke Susoklooster is gesticht halverwege de 6e eeuw en is de plaats waar de Glosas Emilianenses zijn geschreven. De codices worden beschouwd als de eerste geschreven voorbeelden van de Spaanse en Baskische taal; het klooster wordt gezien als de bakermat van het geschreven en gesproken Spaans. Het Yusoklooster is in de 16e eeuw gebouwd. | [ 41 ]        |
| Prehistorische rotskunst in de Coa Vallei en de Siega Verde                       | rotskunst in Côa                           | —                             | Castilië en León (gedeeld met Portugal)                               | Paleolithicum                    | 866; 1998, 2010 (uitgebreid); i, iii                | De originele inschrijving in 1998 bestond uit voorbeelden van rotskunst in de Côa Vallei in Portugal daterend van het laatpaleolithicum. In 2010 is de inschrijving uitgebreid met de 645 rotstekeningen van de archeologische zone van Siega Verde in Spanje. De twee locaties herbergen de best bewaarde openluchtcollecties van paleolithische kunst in het Iberisch schiereiland. | [ 42 ]        |
| Rotskunst van het Middellandse Zeebekken op het Iberisch Schiereiland             | Schildering van een hert in een grot       | —                             | Andalusië, Aragón, Castilië-La Mancha, Catalonië, Murcia, en Valencia | Prehistoric                      | 874; 1998; iii                                      | Het erfgoed omvat 750 voorbeelden van rotskunst uit het late prehistorische tijdperk; deze bestaan uit afbeeldingen van geometrische vormen tot taferelen van op dieren jagende mannen. | [ 43 ] [ 44 ] |
| Archeologisch ensemble van Tarraco                                                | Aquaduct van Tárraco                       | Tarragona                     | Catalonië                                                             | 1e tot 4e eeuw                   | 875; 2000; ii, iii                                  | De belangrijke Romeinse stad Tárraco, gesticht op de plaats van het hedendaagse Tarragona, diende als de hoofdstad van de provincies Hispania Citerior en later Hispania Tarraconensis. Het amfitheater werd gebouwd in de 2e eeuw. De meeste andere overblijfselen zijn slechts fragmenten of liggen nog onder de moderne gebouwen. | [ 45 ] [ 46 ] |
| Universiteit en historische parochie van Alcalá de Henares                        | Universiteit van Alcalá                    | Alcalá de Henares             | Madrid                                                                | 16e eeuw                         | 876; 1998; ii, iv, vi                               | De in 1499 door kardinaal Cisneros gestichte Universiteit van Alcalá is het eerste voorbeeld van een geplande universiteitsstad; het diende als model voor andere Europese universiteiten en voor Spaanse missionarissen in Amerika. De stad is de geboorteplaats van Miguel de Cervantes, bekend om zijn bijdragen aan de Spaanse taal en de westerse literatuur. | [ 47 ] [ 48 ] |
| San Cristóbal de La Laguna                                                        | San Cristóbal de La Laguna                 | San Cristóbal de La Laguna    | Canarische Eilanden                                                   | 16e tot 18e eeuw                 | 929; 1999; ii, iv                                   | De stad bestaat uit de oorspronkelijke ongestructureerde bovenstad, en de volgens een stadsplan gebouwde benedenstad. Het was Spanje's eerste niet-versterkte koloniale stad en diende als model voor de ontwikkeling in Amerika. Veel van de religieuze gebouwen en andere openbare en particuliere gebouwen dateren uit de 16e eeuw. | [ 49 ] [ 50 ] |
| Palmeral van Elche                                                                | Elche                                      | Elche                         | Valencia                                                              | N/A                              | 930; 2000; ii, v                                    | De boomgaard met dadelpalmen en irrigatiesysteem werd in de 10e eeuw door de Moren aangelegd. Deze palmboomgaard (palmeral) is een zeldzaam voorbeeld van Arabische landbouwpraktijken in Europa. | [ 51 ]        |
| Romeinse muur van Lugo                                                            | Walls of Lugo                              | Lugo                          | Galicië                                                               | 3e eeuw                          | 987; 2000; iv                                       | De muur, die in de 3e eeuw is gebouwd om de Romeinse stad Lucus te beschermen, is volledig intact en is de best bewaard gebleven Romeinse muur in West-Europa. | [ 52 ]        |
| Catalaanse romaanse kerken van de Vall de Boí                                     | Taüll – Sant Climent                       | La Vall de Boí                | Catalonië                                                             | 11e tot 14e eeuw                 | 988; 2000; ii, iv                                   | Het kleine dal aan de rand van de Pyreneeën bevat kerken in Romaanse stijl, versierd met romaanse muurschilderingen, beelden en altaren. De kerken zijn uniek vanwege hun hoge, vierkante klokkentorens. | [ 53 ] [ 54 ] |
| Archeologische vindplaats van Atapuerca                                           | Atapuerca                                  | Atapuerca                     | Castilië en León                                                      | Prehistorisch                    | 989; 2000; iii, v                                   | De grotten in de Sierra de Atapuerca bevatten de oudste in Europa ontdekte menselijke fossielen; deze fossiele resten zijn bijna een miljoen jaar oud. De Sima de los Huesos ("bottenkuil") bevat 's werelds grootste verzameling menselijke fossielen. | [ 55 ] [ 56 ] |
| Cultuurlandschap van Aranjuez                                                     | Paleis van Aranjuez                        | Aranjuez                      | Madrid                                                                | 15e tot 19e eeuw                 | 1044; 2001; ii, iv                                  | Het landschap rond het Koninklijk Paleis van Aranjuez werd ontwikkeld door de Spaanse koninklijke familie gedurende een periode van drie eeuwen en bevat innovatieve ideeën over tuinbouw en tuinontwerpen. Het gebied was het exclusieve eigendom van de koninklijke familie tot de 19e eeuw, toen de moderne stad zich ontwikkelde. | [ 57 ] [ 58 ] |
| Oude en voorhistorische beukenbossen van de Karpaten en andere regio's van Europa | 999                                        | —                             | Castilië en León, Madrid, Navarra (gedeeld met 11 andere landen)      | N/A                              | 1133; 2007, 2011, 2017 (uitgebreid); ix             | Het Spaanse deel van dit erfgoed werd door uitbreiding in 2017 aan het erfgoed toegevoegd en bestaat uit de volgende oude beukenbossen: Canal de Asotín en Cuesta Fría in Nationaal park Picos de Europa, Lizardoia en Aztaparreta in Navarra en de beukenbossen van Ayllón (Montejo de la Sierra in Madrid, Riofrío de Riaza in Segovia en Tejera Negra in Guadalajara) | [ 59 ]        |
| Vizcayabrug                                                                       | Vizcayabrug                                | Portugalete                   | Baskenland                                                            | 19e eeuw                         | 1217; 2006; i, ii                                   | De brug werd door Alberto Palacio ontworpen om de Nervión te kunnen oversteken zonder het scheepvaartverkeer naar de haven van Bilbao te verstoren. Het werd in 1893 gebouwd en is 's werelds eerste zweefbrug. | [ 60 ] [ 61 ] |
| Nationaal park El Teide                                                           | El Teide                                   | Tenerife                      | Canarische Eilanden                                                   | N/A                              | 1258; 2007; vii, viii                               | In het park bevindt zich de Teidevulkaan, het hoogste punt van Spanje. | [ 62 ]        |
| Herculestoren                                                                     | Herculestoren                              | A Coruña                      | Galicië                                                               | 1e eeuw                          | 1312; 2009; iii                                     | De Romeinen hebben deze 55 meter hoge vuurtoren gebouwd op een 57 meter hoge rots om de ingang van de haven van A Coruña te markeren. Het is de enige volledig bewaard gebleven en goed functionerende Romeinse vuurtoren. | [ 63 ]        |
| Erfgoed van kwik in Almadén en Idrija                                             | 999                                        | Almadén                       | Castilië-La Mancha (gedeeld met Slovenië)                             | 16e en 17e eeuw                  | 1313; 2012; ii, iv                                  | Almadén is een oude (Romeinse tijd tot heden) kwikzilvermijnstad en bevat gebouwen die verbonden zijn met de mijnbouw, waaronder het kasteel Retamar, religieuze gebouwen, een mijnbouwuniversiteit en traditionele woningen. | [ 64 ]        |
| Dolmens van Antequera                                                             | 999                                        | Antequera                     | Andalusië                                                             | Neolithicum en chalcolithicum    | 1501; 2016; i, iii, iv                              | Dit erfgoed bestaat uit een set van drie culturele monumenten (Dolmen van Menga, Dolmen van Viera en Tholos de El Romeral) en twee natuurmonumenten (de bergformaties van Peña de los Enamorados en El Torcal). | [ 65 ]        |
| Kalifaatstad Medina Azahara                                                       | 999                                        | Córdoba                       | Andalusië                                                             | 10e eeuw                         | 1560; 2018; iii, iv                                 | Dit erfgoed bestaat uit de ruïnes van een paleisstad uit de tijd van het Kalifaat Córdoba die werden gebouwd tussen 936 en 940). | [ 66 ]        |
| Paseo del Prado en Buen Retiro, een landschap van kunst en wetenschap             | 999                                        | Madrid                        | Madrid                                                                | 17de eeuw, 19de eeuw, 20ste eeuw | 1618; 2021; ii, iv, vi                              | | [ 67 ]        |

## Erfgoed per autonome gemeenschap
Exclusief werelderfgoed verwijst naar objecten die zich in een enkele autonome gemeenschap bevinden. Gedeeld werelderfgoed verwijst naar objecten die door meerdere autonome gemeenschappen of met een ander land worden gedeeld, zoals Pyreneën – Monte Perdido dat Aragón deelt met Frankrijk, en Prehistorische rotskunst in de Coa Vallei en de Siega Verde dat Castilië en León deelt met Portugal.
| Gemeenschap         | Exclusief werelderfgoed | Gedeeld werelderfgoed |
| ------------------- | ----------------------- | --------------------- |
| Castilië en León    | 6                       | 2                     |
| Andalusië           | 6                       | 1                     |
| Catalonië           | 5                       | 1                     |
| Galicië             | 3                       | 1                     |
| Canarische Eilanden | 3                       | —                     |
| Madrid              | 4                       | —                     |
| Extremadura         | 3                       | —                     |
| Castilië-La Mancha  | 2                       | 2                     |
| Valencia            | 2                       | 1                     |
| Balearen            | 2                       | —                     |
| Aragón              | 1                       | 3                     |
| Asturië             | 1                       | 2                     |
| Baskenland          | 1                       | 2                     |
| La Rioja            | 1                       | 1                     |
| Cantabrië           | —                       | 2                     |
| Murcia              | —                       | 1                     |
| Navarra             | —                       | 1                     |

## Voorlopige lijst van nominaties

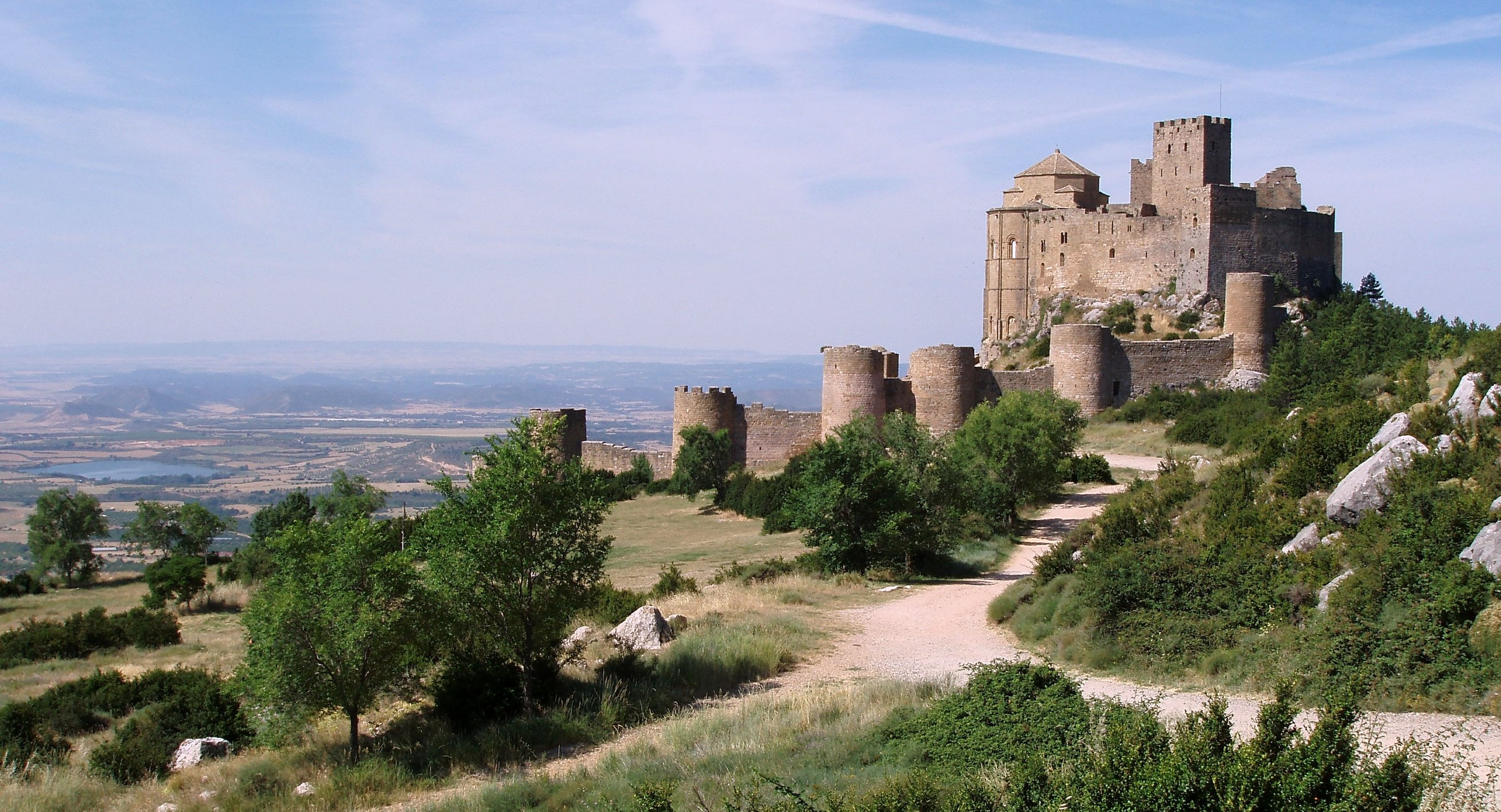
Kasteel van Loarre

Behalve erfgoed dat is ingeschreven op de werelderfgoedlijst, kunnen lidstaten een voorlopige lijst opstellen met erfgoed waarvan nominatie wordt overwogen. De nominaties voor de werelderfgoedlijst worden alleen in aanmerking genomen als deze eerst zijn vermeld op deze voorlopige lijst. In 2016 waren tweeëndertig objecten opgenomen in de voorlopige lijst van Spanje. Deze objecten, inclusief jaar van inschrijving in de voorlopige lijst, zijn de volgende:
1. Monumentale rijkdom van de Ribeira Sacra, (provincies Lugo en Ourense) (1996)
2. Romaanse Culturele Enclave in het noorden van Castilië en León en het zuiden van Cantabrië, (provincie Palencia en Cantabrië) (1998)
3. Gebastioneerde forten langs de grenzen van Spanje, (Aragón, Castilië en León, Catalonië, Extremadura en Navarra) (1998)
4. De Vía de la Plata (1998)
5. Mediterrane windmolens, (Castilië-La Mancha, Murcia en Valencia) (1998)
6. Stapelmuurarchitectuur, (Valencia) (1998)
7. Culturele route van wijn en wijngaarden in mediterrane steden (1998)
8. Uitbreiding inschrijving van El Escorial (1998)
9. Culturele route van Franciscus Xaverius (2001)
10. Archeologische vindplaats van de Grieks-Romeinse haven Empúries (L'Escala, Girona, Catalonië) (2002)
11. Dinosaurusvindplaatsen op het Iberisch schiereiland, (Aragón, Asturië, Castilië en León, Catalonië, La Rioja en Valencia). Gedeeld met Portugal (2002)
12. Het Middellandse Zeefacet van de Pyreneeën (Catalonië). Gedeeld met Frankrijk (2004)
13. Romeinse wegen, routes van het Romeinse Rijk, (Andalusië, Castilië-La Mancha, Catalonië en Valencia). Gedeeld met andere landen in Europa (2007)
14. Os Ancares – Somiedo, (Galicië, Castilië en León en Asturië) (2007)
15. Ferrol met het historisch erfgoed van de Verlichting (2007)
16. Historisch centrum van Las Palmas de Gran Canaria (2007)
17. Kasteel Loarre, (Aragón) (2007)
18. Historisch erfgoed van de mijnbouw (2007)
19. Plasencia – Monfragüe – Trujillo: Mediterraan landschap (Extremadura) (2009)
20. Mestaveetrek,  (Castilië en León) (2007)
21. Kathedraal van Jaén: als uitbreiding van het Monumentale renaissance-ensembles van Úbeda en Baeza (2012)
22. Cultuurlandschap Zoutvallei van Añana en Poza de la Sal, (Baskenland en Castilië en León) (2012)
23. Talayotcultuur in Menorca (2013)
24. Het cultuurlandschap van wijn en wijngaarden van La Rioja en Rioja Alavesa (Baskenland en La Rioja) (2013)
25. Priorat-Montsant-Siurana. Agrarisch landschap van de bergen van de Middellandse Zee, (Catalonië) (2014)
26. Poort van het klooster van Santa Maria de Ripoll (Catalonië) (2015)
27. Medina Azahara, (Andalusië) (2015)
28. Heuvel van de Seu Vella van Lleida (2016)
29. Klooster van Santa María de La Rábida en de Columbusplaatsen, (Andalusië) (2016)
30. Gevallen klif en de heilige bergen van Gran Canaria, (Canarische Eilanden) (2016)

Alhambra, Generalife en Albaicín, Granada ·
Kathedraal van Burgos ·
Historisch centrum van Córdoba ·
Klooster en plaats van het Escorial, Madrid ·
Werken van Gaudí ·
Grot van Altamira en de paleolithische grotkunst van Noord-Spanje ·
Monumenten van Oviedo en het koninkrijk Asturië ·
Oude stad Ávila met de Kerken-buiten-de-Muren ·
Oude stad Segovia en aquaduct ·
Santiago de Compostella (oude stad) ·
Nationaal park Garajonay ·
Historische stad Toledo ·
Mudéjararchitectuur van Aragón ·
Oude stad Cáceres ·
Kathedraal, Alcázar en Archivo General de Indias in Sevilla ·
Oude stad Salamanca ·
Klooster van Poblet ·
Archeologisch ensemble van Mérida ·
Pelgrimsroute naar Santiago de Compostella ·
Koninklijk klooster van Santa Maria de Guadalupe ·
Nationaal park Doñana ·
Historische ommuurde stad Cuenca ·
La Lonja de la Seda van Valencia ·
Las Médulas ·
Palau de la Música Catalana en Hospital de Sant Pau, Barcelona ·
Monte Perdido ·
Kloosters van San Millán Yuso en Suso ·
Prehistorische rotskunst in de Coa Vallei en de Siega Verde ·
Rotskunst van het Middellandse Zeebekken op het Iberisch Schiereiland ·
Universiteit en historische parochie van Alcalá de Henares ·
Ibiza, biodiversiteit en cultuur ·
San Cristóbal de La Laguna ·
Archeologisch ensemble van Tarraco ·
Archeologisch Atapuerca ·
Catalaanse romaanse kerken van de Vall de Boí ·
Palmeral van Elche ·
Romeinse muur van Lugo ·
Cultuurlandschap van Aranjuez ·
Monumentale renaissance-ensembles van Úbeda en Baeza ·
Vizcayabrug ·
Oude en voorhistorische beukenbossen van de Karpaten en andere regio's van Europa ·
Nationaal park El Teide ·
Herculestoren ·
Cultuurlandschap van de Serra de Tramuntana ·
Erfgoed van kwik. Almadén en Idrija ·
Dolmens van Antequera ·
Kalifaatstad Medina Azahara ·
Cultuurlandschap van de Risco Caído en de heilige bergen van Gran Canaria  ·
Paseo del Prado en Parque del Buen Retiro, een landschap van kunst en wetenschap